# Canta o Amor
Canta o Amor foi segundo álbum da carreira do cantor Amado Batista lançado em 1977 pela gravadora Warner Music. O destaque desse disco vai para a música Desisto que ficou em primeiro lugar em seis  dos vinte e sete estados brasileiros, contando o Distrito Federal. Dado ao sucesso que essa  música fez o cantor chegou a vender na faixa de 100 mil cópias nesse mesmo ano.

## Faixas
| Lado A |                        |         |  |
| N.º    | Título                 | Duração |  |
| 1.     | "Borboletas"           | 3:12    |  |
| 2.     | "Sonho antigo"         | 3:16    |  |
| 3.     | "Suas cartinhas"       | 3:11    |  |
| 4.     | "Lembrando uma canção" | 2:05    |  |
| 5.     | "É um sonho esta vida" | 2:40    |  |
| 6.     | "Tarde solitária"      | 3:27    |  |

| Lado B |                                 |         |  |
| N.º    | Título                          | Duração |  |
| 1.     | "Mãe"                           | 2:31    |  |
| 2.     | "Sem a presença de amigos"      | 2:34    |  |
| 3.     | "Forasteiro"                    | 2:34    |  |
| 4.     | "Cativo"                        | 3:50    |  |
| 5.     | "Desisto (Obrigado a desistir)" | 3:53    |  |
| 6.     | "Meu pressentimento"            | 2:35    |  |